# Дылицы (усадьба)
Усадьба Дылицы, она же усадьба В. П. Охотникова, усадьба Владимирская и усадьба Елизаветино — старинное русское поместье середины XVIII — начала XX веков. В разное время его владельцами являлись такие дворянские фамилии как Шкурины, Трубецкие, Охотниковы. Усадьба находится в Гатчинском муниципальном округе Ленинградской области, в одноимённой деревне Дылицы.
Памятник архитектуры федерального значения.

## История
Усадебный комплекс в Дылицах сложился в середине XVIII века. Здесь был возведён каменный Охотничий дворец и разбит небольшой регулярный парк, ставший ядром комплекса.
В 1762 году владельцем усадьбы становится гардеробмейстер и камердинер В. Г. Шкурин, приближённый Екатерины II. Он построил недалеко от дворца церковь. Тогда же парк был расширен и украшен декоративными сооружениями. При Шкуриных построили господский дом и обширный, сложенный из плитняка хозяйственный двор, отделённый от усадебного парка дорогой, а также каменную Владимирскую церковь.
С 1852 года землями владела княжна Елизавета Трубецкая, урождённая Белосельская-Белозерская. Она дала название усадьбе в свою честь — Елизаветино. По проекту Гаральда Боссе на месте старого дома построили новый одноэтажный дворец с бельведером, облик которого стилизовали под елизаветинское барокко. Парк с прудом и лугом приобрёл пейзажный характер. Сохранились описания того, как выглядели интерьеры дворца при Трубецкой. Над вестибюлем находилась комната, оформленная в восточном стиле, украшенная старинным охотничьим оружием и рыцарскими доспехами. В мансарде дворца располагалось шесть комнат для прислуги. В комнате в башне дворца располагалась библиотека, а в подвале — кухня и другие служебные помещения.
В конце XIX века часть территорий дылицкого имения была продана под дачи. Всего было построено 15 дач, очень изящного вида, но часто требовавших ремонта из-за непрактичности обстановки и отделки. Из числа петербургских дачников, в 1914 году на одной из дач жил брат композитора П. И. Чайковского — Модест Ильич Чайковский.
В 1911 году, когда усадьбой владела Александра Охотникова, дочь Трубецкой, к дому пристроили флигель. Фактически распорядителем имения в это время был её муж – шталмейстер Владимир Охотников, по имени которого поместье также называлось Владимирским. При Охотникове в усадьбе случился большой пожар – от поджога сгорел большой сарай с годовым запасом сена.
После революции 1917 года в усадьбе разместилась трудовая школа, с 1923 года здесь располагался техникум имени Ушинского, а с 1932 года усадьба была предоставлена Ленинградской областной опытной станции полеводства. На территории усадьбы возвели много построек, была заведена свиноферма, пасека, огород. При ЛООСП работала лаборатория, где производился бактериологическое удобрение. Функционалировала метеорологическая станция, находившаяся в ведении Гидрометеослужбы.
В 1950—1960-е годы в здании бывшей усадьбы работало профтехучилище. В 1980-х усадьба опустела и началось разрушение. В 1998 году дворец горел.
В 2004 году началась реставрация, которую провёл ООО «Петробилд», после чего усадьбу на сорок лет арендовали предприниматели Е. Г. Чепельникова и В. Н. Ковалев с условием восстановления и реставрации. С 2016 года усадьба работает как туристический объект. Дворец используется в качестве гостиничного комплекса.